# Сафонов, Юрий Григорьевич
Юрий Григорьевич Сафонов (23 апреля 1935 — 19 марта 2020) — советский и российский геолог, геохимик, член-корреспондент РАН (1991), специалист в области геологии золоторудных месторождений, лауреат премии имени С. С. Смирнова (2000).

## Биография
Родился 23 апреля 1935 года в городе Бабушкине Московской области (сейчас это Москва) в семье рабочих.
В 1958 году — окончил Московский институт цветных металлов и золота имени М. И. Калинина, специальность «Геология и разведка месторождений редких и радиоактивных руд».
С 1960-х годов работал в Институте геологии рудных месторождений, петрографии, минералогии и геохимии АН СССР (ИГЕМ, с 1992 года — ИГЕМ РАН): заместитель заведующего рудным отделом ИГЕМ (1969—1971), учёный секретарь Института (1971—1978), заведующий лабораторией рудных месторождений (с 1991 года), заместитель, первый заместитель директора Института (1989—2004). В последнее время заведовал лабораторией рудных месторождений ИГЕМ РАН.
В 1965 году — защитил кандидатскую диссертацию, тема: «Структурные особенности некоторых свинцово-цинковых месторождений Кансайского рудного района в Юго-Западном Карамазаре».
В 1981 году — защитил докторскую диссертацию, тема: «Геологические структуры и условия формирования гидротермальных золоторудных месторождений».
В 1991 году — присвоено учёное звание профессора по специальности «геология, поиски и разведка рудных и нерудных месторождений, металлогения».
В 1991 году — избран членом-корреспондентом РАН по Отделению геологии, геофизики, геохимии и горных наук (геология твердых полезных ископаемых).
Похоронен на Бабушкинском кладбище.

## Научная деятельность
Специалист в области геологии золоторудных месторождений.
Автор и соавтор более 200 научных работ, среди которых 17 монографий.
Под его руководством защищено 14 кандидатских и две докторские диссертации.

## Общественная деятельность
Участник 27-й (Москва, 1984 г.), 30-й (Пекин, 1996 г.), 32-й (Флоренция, 2004 г.) сессий Международного геологического конгресса, где сделал доклады по геологическим условиям формирования золоторудных месторождений, а на 32-й сессии МГК рассказал о роли газовых флюидов и коллоидных растворов в образовании золотоносных рифов Витватерсранда.
Начиная с 1982 года принимал участие в работе Международной ассоциации по генезису рудных месторождений (IAGOD), выступал с докладами на ряде сессий (Тбилиси, 1982 г.; Оттава, 1990 г.; Пекин, 1994 г.; Вендхук, 1998 г.) и в течение ряда лет был сопредседателем Комиссии по изучению структур рудных полей. Участвовал в организации и работе серии Индо-Советских симпозиумов по сравнительному изучению геологии СССР-Индии (1972 г., 1975 г., 1978 г., 1986 г., 1991 г.).
Был сопредседателем Комиссии по изучению структур рудных полей IAGOD с 1982 по 1994 г. Член Межведомственного комитета по рудообразованию (с 1971 г.).
Член секции Совета по присуждению премий Правительства РФ, член редколлегий журналов «Геология рудных месторождений» (с 1989 г.), «Руды и металлы» (1999 г.), «Ресурсы-Технология-Экономика» (2004 г.).

## Награды
- Премия имени С. С. Смирнова (2000) — за серию работ «Развитие теоретических основ оценки и прогнозирования золотого оруднения»
- Орден «Знак Почёта» (1981)
- Орден Дружбы (1999)
- Знак «Отличник разведки недр» (1980)